# 笹原川 (熊本県)
笹原川（ささはらかわ、ささわらがわ）は、阿蘇の南外輪山、熊本県中部を流れる緑川水系の支流で、一級河川。

## 概要
阿蘇カルデラを成す南外輪山を流域とし、源流は国有林になっている。緑川と共に、豊かな水の恵みをもたらしている。日本一の水路橋・通潤橋（つうじゅんきょう）は、この河川の水を取水して、白糸台地に送るための水道橋として作られたものである。

## 地理
阿蘇の南外輪山清水峠や高千穂野に源流を発し、南流しながら、緑川に合流する。

## 名称の由来
河川が流れる下流部・聖橋や聖滝の上流近くに「笹原」という地名・集落があり、その名をとったものと思われる。

## 主な支流
- 五老ヶ滝川 - 通潤橋の下を流れる川。御所などを流れる。五老ヶ滝を経て、米内蔵集落の上流で合流している。
- 都ヶ良川 - 南外輪山に源を発し御所などを流れる川で、麻山集落の下流で合流している。

## 利水施設
- 通潤用水（山都町）
  - 円形分水（山都町小笹）
  - 通潤橋（山都町）

## 笹原川のもたらしたもの
- 農業の基盤を作った。
- 通潤用水により、白糸台地の人々の生活を激変させた。

### 自然現象、造形物
- 聖滝
- 聖橋

### 産業・産物
- 農業
  - トマト
  - ベビーリーフ

### 文化その他
- 聖滝、八朔祭り